# Rinorea analavelensis
Rinorea analavelensis är en violväxtart som beskrevs av Joseph Marie Henry Alfred Perrier de la Bâthie. Rinorea analavelensis ingår i släktet Rinorea och familjen violväxter. Inga underarter finns listade i Catalogue of Life.